# 六日市村
六日市村（むいかいちむら）は、かつて新潟県古志郡にあった村。

## 沿革
- 1889年（明治22年）4月1日 - 町村制施行に伴い古志郡六日市村、三俵野村、中潟村、妙見村、白岩村、横渡村、浦柄村が合併し、六日市村が発足。
- 1901年（明治34年）11月1日 - 古志郡山谷沢村と合併し、六日市村を新設。
- 1954年（昭和29年）11月1日 - 村域を二分割し、次のように隣接自治体に編入し消滅。
  - 大字横渡・浦柄 → 小千谷市
  - 大字六日市・三俵野・中潟・妙見・白岩・渡沢・猪沢・犬茂島・蛇山・滝谷・黒田新田 → 長岡市